# Arizona Cactus Garden

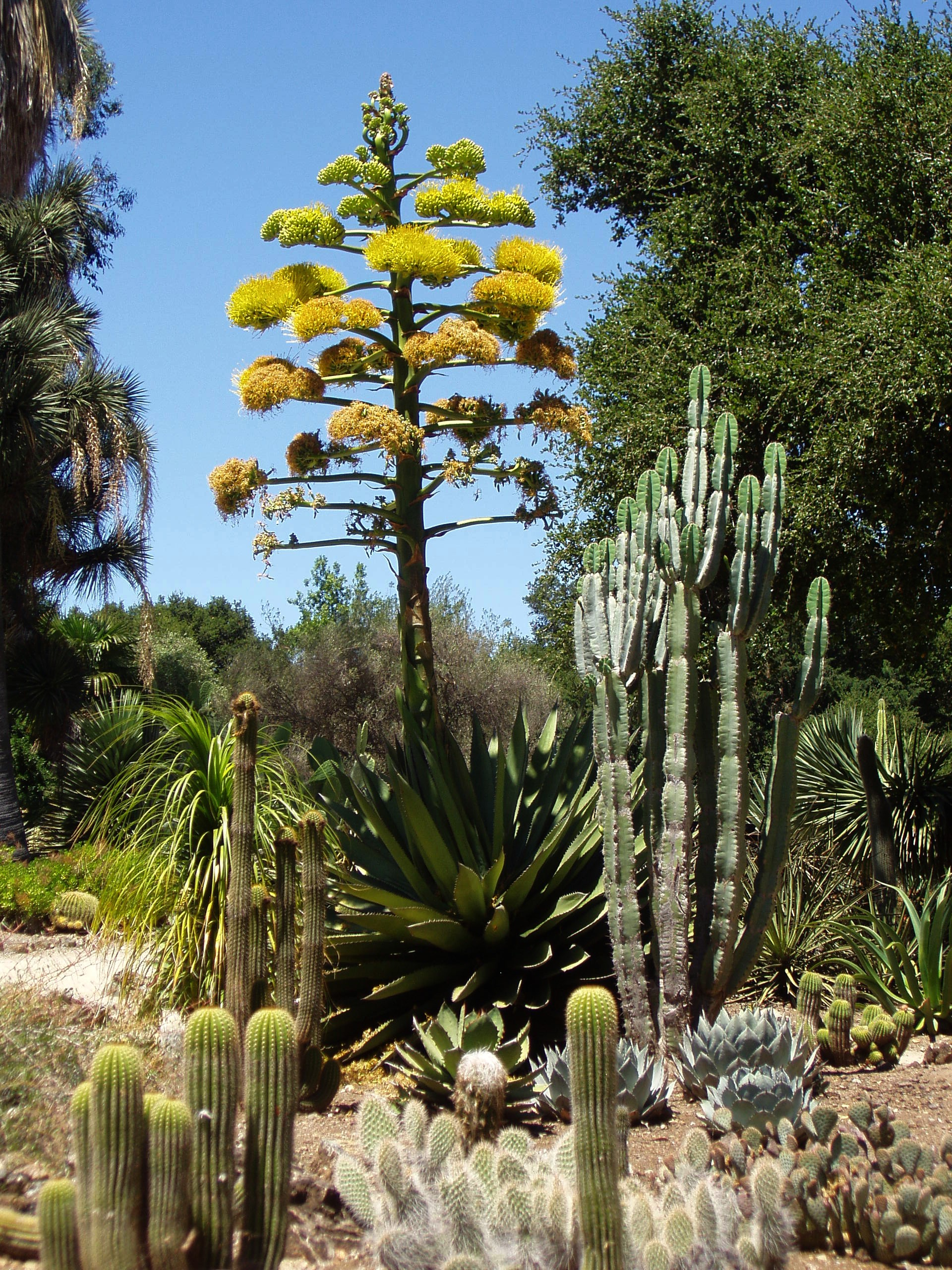
Arizona Cactus Garden (vue partielle)

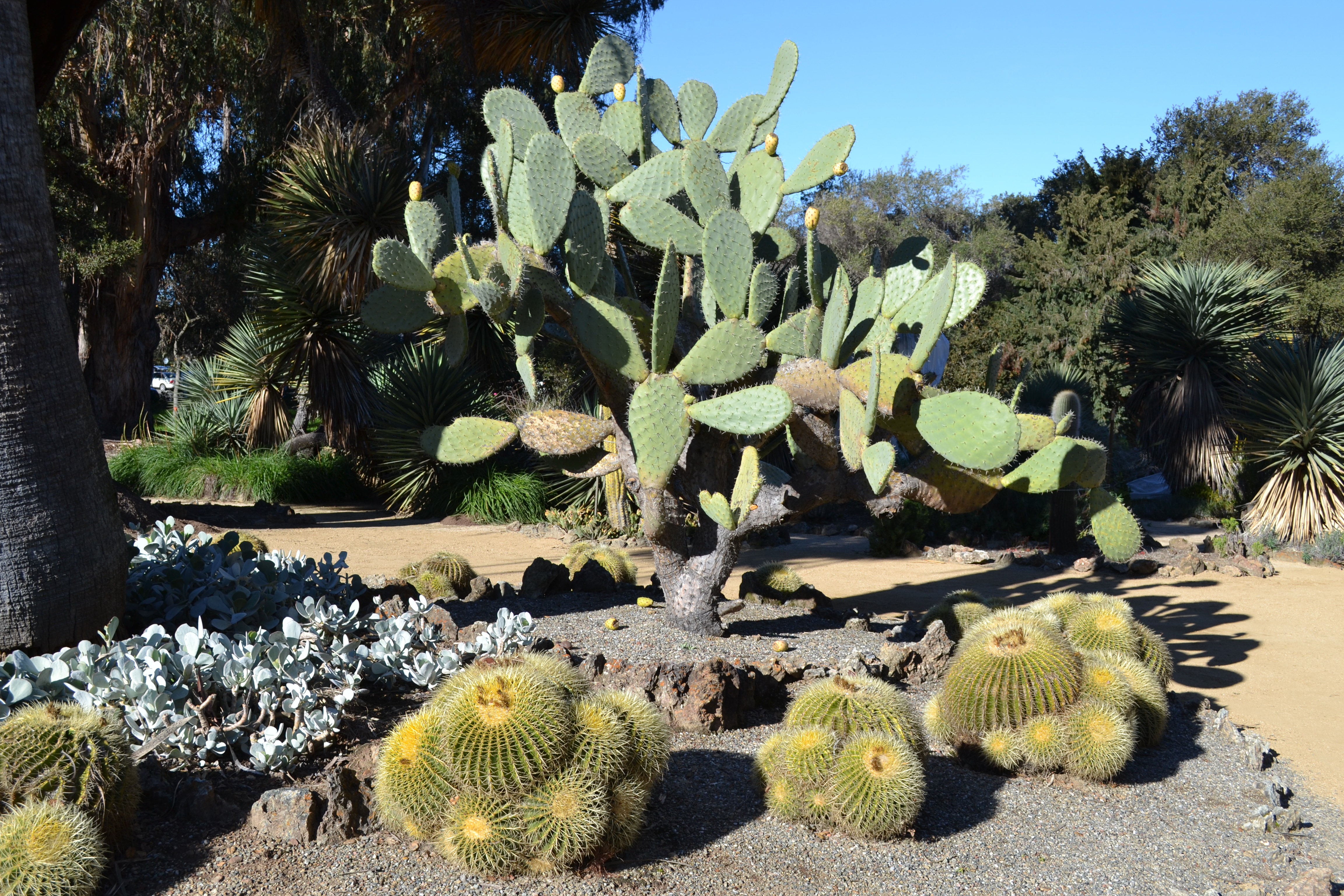
Autre vue du jardin

L'Arizona Cactus Garden (2 787 m²), aussi connu sous le nom de Stanford Cactus Garden, est un jardin botanique composé de cactus et autres plantes succulentes. Il se situe sur le campus de l'université Stanford (au sein du Stanford University Arboretum), en Californie, aux États-Unis. Il est ouvert au public gratuitement et tous les jours.

## Histoire
Le jardin a été planté entre 1880 et 1883 pour Jane et Leland Stanford selon une conception de l'architecte paysagiste Rudolph Ulrich. Il était prévu que le jardin se situe à côté de la nouvelle résidence des Stanford, mais celle-ci n'a jamais été construite. Le jardin a été entretenu jusque dans les années 1920. Son état s'est ensuite dégradé.
Un travail de restauration volontaire a débuté en 1997 et est encore en cours. Malgré des décennies de négligence, certaines des premières plantes du jardin sont encore présentes. Elles représentent aujourd'hui 10 à 15 % des plantations. Elles n'ont pas été déplacées.

## Composition
Le jardin contient environ 500 cactus et plantes succulentes, divisés en deux parties. La partie « hémisphère est » se compose d'aloès, d'arbres de Jade et d'autres plantes succulentes d'Europe, d'Asie et d'Afrique. La partie « hémisphère ouest » se compose de cactus américains.